# Grupo Nutresa
Grupo Nutresa S.A. (anciennement Grupo Nacional de Chocolates S.A.) est une société de transformation des aliments colombienne dont le siège est à Medellín.

## Histoire

### Formation de l'entreprise
En 1916, Fábrica de Galletas y Confites, une entreprise de fabrication de biscuits (biscuits et craquelins) et de confiseries, est créée à Medellin. En 1925, la société change de nom et devient Fábrica de Galletas Noel SA. En 1999, elle devient Compañía de Galletas Noel S.A. Compagnie nationale de chocolats, SA En 1933, cette entreprise de chocolat acquit une participation dans l'entreprise de biscuits, ouvrant ainsi la voie à la formation du conglomérat. De 1933 à 1958, le groupe a continué à consolider son réseau de distribution, renforçant ainsi sa présence nationale et son image de marque.

### Dans le café
En 1933, la marque «Sello Rojo» fut créée lorsque la société entra dans le commerce du café. La Compañía Colombiana de Café S.A.- Colcafé, créée en 1950, devient rapidement une importante société d’exportation colombienne. La première exportation de toute société du groupe a eu lieu en 1961 - du café au Japon.

### Expansion internationale
En 1993, la société de confiserie Compañía Dulces de Colombia S.A. a été créée. En 1995, les sociétés commerciales de l’organisation ont été établies à l’étranger et forment ce qu’on appelle aujourd'hui le réseau Cordialsa, une première en Équateur et une seconde au Venezuela. La société a également effectué son premier investissement à l'étranger et étendu ses activités de transformation de la viande à Industrias Alimenticias Hermo de Venezuela S.A. En 1999, l'organisation a cédé deux de ses sociétés, Noel et Zenú.
En 2003, la société holding Inversiones Nacional de Chocolates S.A. a vu le jour, avec des intérêts importants dans les secteurs du chocolat et du café, ainsi que dans la société d’investissement alimentaire de l’organisation, Inveralimenticias (qui détient des participations dans les secteurs de la viande, des biscuits et de la confiserie). En 2004, l’organisation a commencé à se développer en Amérique centrale et dans les Caraïbes grâce à l’achat des fabriques de biscuits et de chocolat de Nestlé au Costa Rica. En 2006, l'organisation a changé de nom et s'appelle désormais Grupo Nacional de Chocolates S.A. Le 1er février 2007, Grupo Nacional de Chocolates a acheté la société péruvienne Good Foods S.A. et la marque Winter's pour 36 millions de dollars américains par l'intermédiaire de sa filiale péruvienne Compañía Nacional de Chocolats de Perú S.A.

### Changement de société
Le 31 mars 2011, la société a changé de nom, passant de Grupo Nacional de Chocolates S.A. à Grupo Nutresa S.A., afin de mettre en valeur la diversité de ses produits, qui incluent désormais des pâtes et des viandes transformées.